# Valdo (ur. 1980)
Erivaldo Antonio Saraiva (ur. 22 listopada 1980) – brazylijski piłkarz występujący na pozycji napastnika.

## Kariera piłkarska
Od 2002 do 2012 roku występował w São Vicente, SE Palmeiras, Juventus, Rio Branco, Jataiense, Pelotas, Nova Iguaçu, Moto Club, Atlético Sorocaba, Luziânia, Hammam-Lif, Hangzhou Greentown, Beijing Guo’an, Shonan Bellmare, Liaoning Whowin i Chengdu Blades.